# Leland Sklar
Leland Sklar (* 28. května 1947) je americký baskytarista. Je autorem hudby k několika filmům a jako studiový hudebník se podílel na několika stech alb. Spolupracoval například s hudebníky jako jsou Jackson Browne, Phil Collins, The Doors nebo Art Garfunkel.

## Výběr z diskografie
Jackson Browne
- Jackson Browne (1972)
- For Everyman (1973)[2]
- The Pretender (1976)
- Running on Empty (1977)[3]

Ray Charles
- My World (1993)[4]

Billy Cobham
- Spectrum (1973)[5]

Leonard Cohen
- The Future (1992)

Phil Collins
- No Jacket Required (1985)
- ...But Seriously (1989)
- Serious Hits... Live! (1990)
- ...Hits (1998)
- Finally, The First Farewell Tour (2004)

Donovan
- 7-Tease (1973)
- Cosmic Wheels (1973)
- Slow Down World (1976)

The Doors
- Full Circle (1972)[6]

Art Garfunkel
- Breakaway (1975)
- Songs from a Parent to a Child (1997)

Graham Nash
- Innocent Eyes (1986)[7]

Rod Stewart
- Atlantic Crossing (1975)
- A Night on the Town (1976)

Robbie Williams
- Escapology (2002)[8]

Warren Zevon
- Excitable Boy (1978)
- Bad Luck Streak in Dancing School (1980)
- The Envoy (1982)
- Sentimental Hygiene (1987)
- I'll Sleep When I'm Dead (An Anthology) (1996)